# Lao động thặng dư
Lao động thặng dư là một khái niệm được sử dụng bởi Karl Marx trong bài phê bình kinh tế chính trị của ông. Nó tồn tại khi mà khối lượng lao động được thực hiện vượt quá khối lượng lao động mà người lao động cần thực hiện để cung cấp đủ điều kiện sinh sống cho chính họ ("lao động cần thiết"). Từ "thặng dư" trong ngữ cảnh này có nghĩa là khối lượng lao động thêm mà người lao động phải làm trong công việc của họ, vượt quá số tiền mà họ có được. Theo học thuyết kinh tế của Marx, lao động thặng dư thường là để chỉ những lao động không được đền bù (trả công). Học thuyết kinh tế của Marx coi lao động thặng dư như là một nguồn quan trọng nhất của những lợi nhuận tư bản.